# Peter Bichsel
Peter Bichsel, född 24 mars 1935 i Luzern, kantonen Luzern, död 15 mars 2025 i Zuchwil, kantonen Solothurn, var en schweizisk författare och journalist.